# 叶底红
叶底红（学名：Phyllagathis fordii），为野牡丹科锦香草属下的一个植物种。